# Andrzej Makowski (kartograf)

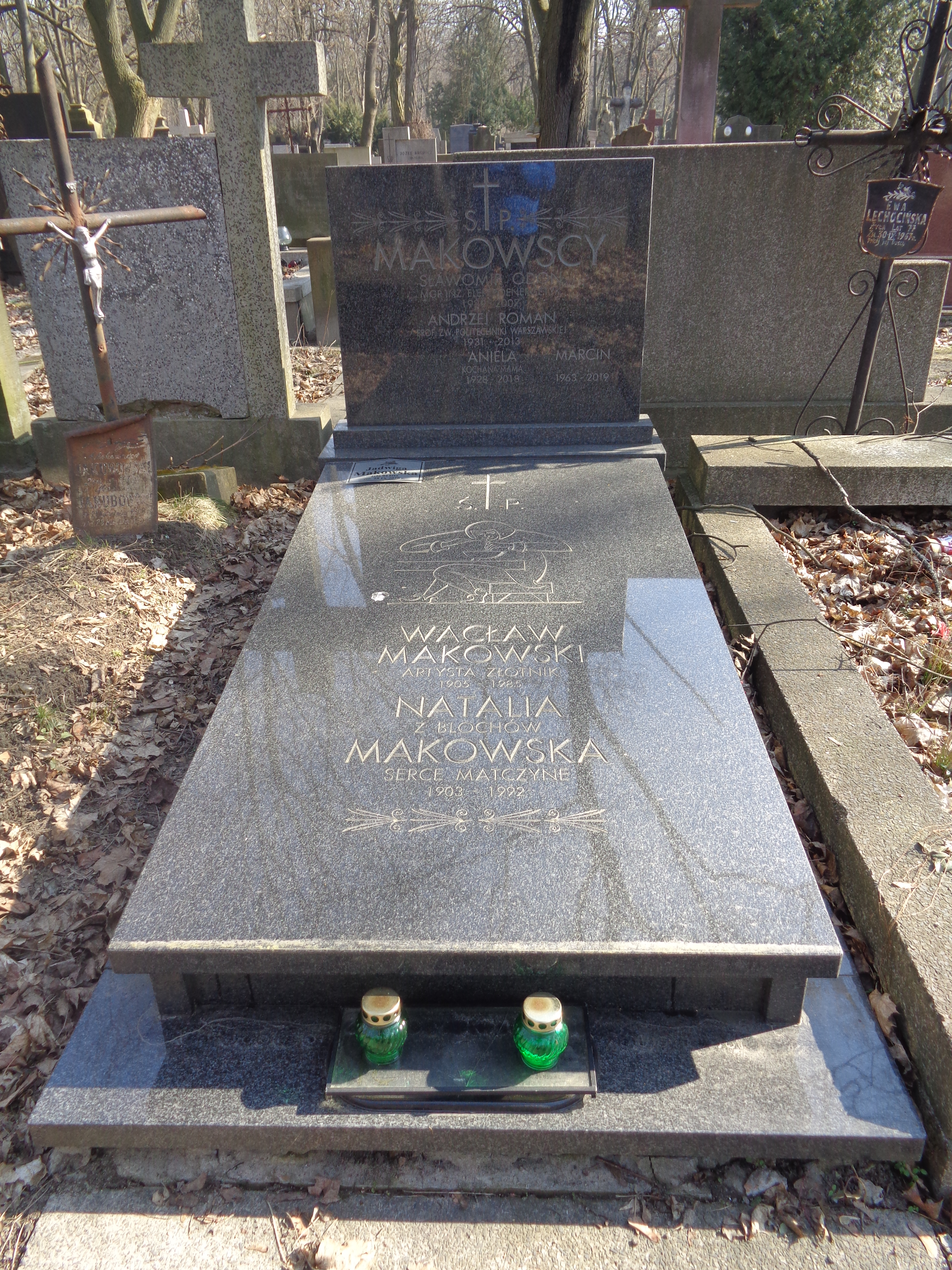
NagrobekAndrzeja Romana Makowskiego na Cmentarzu Powązkowskim

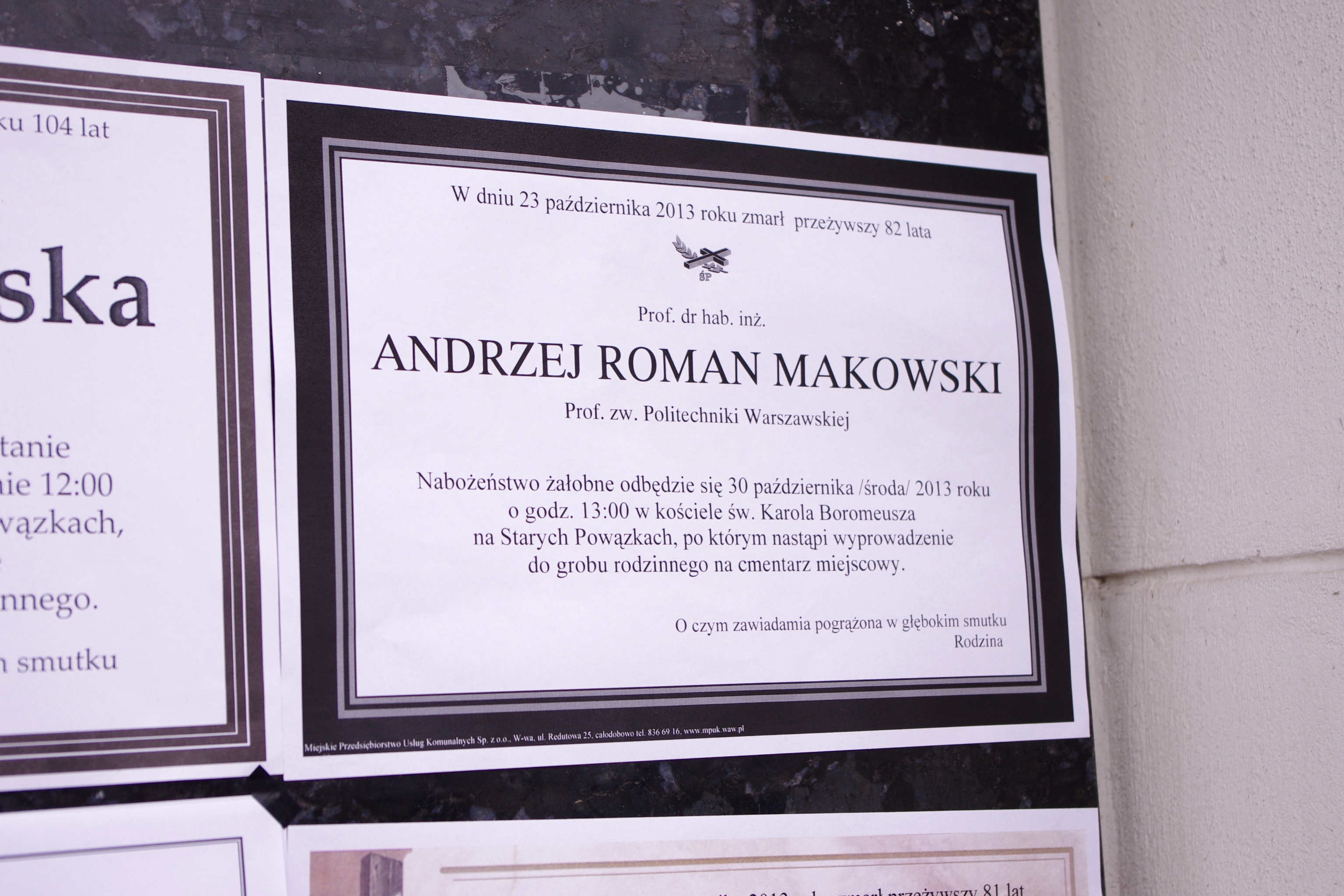
Klepsydra informująca o pogrzebie kartografa Andrzeja Makowskiego (1931-2013) na ścianie Kościoła pw. św. Karola Boromeusza na warszawskich Powązkach

Andrzej Roman Makowski (ur. 23 października 1931 w Warszawie, zm. 23 października 2013) – polski geodeta i kartograf, prof. dr hab. inż., specjalista w zakresie kartografii, systemowego opracowywania i wydawania map oraz teorii barwy, profesor Wydziału Geodezji i Kartografii Politechniki Warszawskiej.

## Życiorys
Na Wydziale Geodezji i Kartografii Politechniki Warszawskiej ukończył dwustopniowe studia: inżynierskie w zakresie pomiarów podstawowych (1954) i magisterskie w zakresie kartografii (1956), ponadto w latach 1958-1962 studiował na Wydziale Malarstwa Akademii Sztuk Pięknych w Warszawie. W 1966 uzyskał stopień doktora nauk technicznych na podstawie pracy "Estetyczny i użytkowy aspekt barwy na mapie", a w 1976 - stopień doktora habilitowanego po przedłożeniu rozprawy Podstawa technologii barwy w kartografii. Dnia 10 grudnia 1991 otrzymał nadany przez Prezydenta RP tytuł profesora nauk technicznych.
Pracował najpierw w Zakładzie Reprodukcji Katedry Kartografii, a następnie w latach 1955-2003 - w Zakładzie Kartografii IFiK: jako asystent (1955-1959), starszy asystent (1959-1965), adiunkt (1965-1977), docent (1977-1990), profesor nadzwyczajny (1990–2000) i profesor zwyczajny. Był prodziekanem (1978-84) i dziekanem Wydziału Geodezji i Kartografii (1984-1985), członkiem senatu Politechniki Warszawskiej (1981-1983, 1984-1985 i 1990-1993), dyrektorem Instytutu Fotogrametrii i Kartografii PW i kierownikiem Zakładu Kartografii (1991–2002), od 2003 emerytowany profesor PW. Prowadził zajęcia na studiach dziennych i zaocznych: od 1955 – ćwiczenia, a od 1968 także wykłady z reprodukcji kartograficznej, od 1985 – wykłady z technologii wydania mapy. Wykładał także teorię barwy dla poligrafów na studiach poligraficznych na Politechnice Warszawskiej, reprodukcję kartograficzną w Instytucie Geograficznym Uniwersytetu Warszawskiego (1967-1973) oraz dla studentów specjalizacji kartograficznej na Uniwersytecie Marii Curie-Skłodowskiej w Lublinie (1984-88). Był autorem lub współautorem 3 podręczników akademickich, także w języku angielskim, autorem oryginalnych technologii sporządzania graficznej formy map ze zdjęć lotniczych lub satelitarnych oraz bezrastrowych reprodukcji obrazów tonalnych. Autor ponad 100 opublikowanych prac naukowych, m.in. z teorii kartografii. W latach 2001–04 kierował pracą naukową pt. System informacji topograficznej kraju. Teoretyczne i metodyczne opracowanie koncepcyjne (wydanie monograficzne pod jego redakcją ukazało się drukiem w 2005, twórcy pracy uzyskali nagrodę zespołową stopnia I Rektora PW za osiągnięcia naukowe).
Był m.in. członkiem Komitetu Geodezji Wydziału Nauk o Ziemi i Nauk Górniczych PAN (od 1977), przewodniczącym Sekcji Kartografii tegoż komitetu (od 1990). Był członkiem Komitetu ds. Kartografii przy prezesie GUGiK (1972-88), członkiem Rady Naukowej Instytutu Geodezji i Kartografii (1964-75 i od 1985) oraz Państwowej Rady Geodezyjnej i Kartograficznej (od 1990). Członek (od 1976) krajowego Komitetu ds. Międzynarodowej Asocjacji Kartograficznej (MAK), członek rzeczywisty Komisji „Map Production Technology” MAK (od 1972), współautor międzynarodowego słownika kartograficznego (I wydanie w 1975). Czynny uczestnik wielu konferencji krajowych i zagranicznych. Wieloletni przewodniczący Rady Naukowej Centralnego Ośrodka Badawczo-Rozwojowego Przemysłu Poligraficznego. Członek Prezydium Państwowej Rady Geodezyjnej i Kartograficznej w latach 1994-2007. Piastował stanowisko redaktora naczelnego czasopism specjalistycznych: kwartalnika naukowego PAN „Geodezja i Kartografia” (1977–2004) i „Acta Poligraphica”. Otrzymał szereg odznaczeń państwowych i resortowych.
Został członkiem prezydium komitetu naukowego II Konferencji Smoleńskiej z 2013, skupiającej badaczy metodami nauk ścisłych katastrofy samolotu Tu-154 w Smoleńsku z 10 kwietnia 2010.
Został pochowany na cmentarzu Powązkowskim w Warszawie (kwatera 282-4-26).

## Wybrane odznaczenia
- Medal "Zasłużony dla Polskiej Poligrafii"
- Złota Odznaka Zasłużonego dla Politechniki Warszawskiej